# 플라이 미 투 더 문 (2024년 영화)
《플라이 미 투 더 문》(영어: Fly Me to the Moon)은 2024년 개봉한 미국의 로맨틱 코미디 드라마 영화로, 그레그 벌랜티가 감독을 맡았다.

## 출연
- 스칼렛 요한슨 - 켈리 존스 역
- 채닝 테이텀 - 콜 데이비스 역
- 짐 래시
- 레이 로마노
- 애나 가르시아
- 콜린 우델
- 도널드 엘리스 왓킨스
- 노아 로빈스
- 우디 해럴슨 - 모 버커스 역